# Las Vegas (Honduras)
Las Vegas è un comune dell'Honduras facente parte del dipartimento di Santa Bárbara.
Il comune venne istituito l'8 settembre 1987 con parte del territorio del comune di San Pedro Zacapa.